# Megalichthys
Megalichthys es un género extinto de pez de aletas lobuladas prehistórico. Que vivió durante el período carbonífero. Es el género tipo de la familia Megalichthyidae. La especie tipo es M. hibberti, proveniente de estratos del Pensilvaniense de Escocia.